# Folleville, Eure
Folleville är en kommun i departementet Eure i regionen Normandie i norra Frankrike. Kommunen ligger i kantonen Thiberville som tillhör arrondissementet Bernay. År 2022 hade Folleville 192 invånare.

## Befolkningsutveckling
Antalet invånare i kommunen Folleville
Referens:INSEE